# El Dovio
El Dovio es un municipio de Colombia, situado al suroeste del país, en el departamento del Valle del Cauca (provincia Norte). Se sitúa a 167 km de Santiago de Cali, la capital departamental. 

## Toponimia
Anteriormente también fue conocido con los nombre de: Rojas Pinilla y Las Hojas. El primer nombre en honor a Gustavo Rojas Pinilla y el segundo debido a la gran cantidad de hojas que caían de los árboles del parque principal. El nombre "El Dovio", significa lugar rodeado de montañas.

## Características geográficas
El Dovio es una tierra de montañas, suave clima y aire puro, se caracteriza por la abundancia de sus aguas en ríos y quebradas, así como por su territorio boscoso. Es posible llegar a él desde los municipios de Roldanillo y La Unión mediante vías completamente pavimentadas, es un excelente lugar para el descanso y el turismo ecológico.
La mayor parte del territorio de El Dovio es montañoso, pero también cuenta con zonas planas, su relieve corresponde a la vertiente oriental de la cordillera de los Andes, sus montañas más altas son: Cerro de Paramillo (2.050 m.s.n.m) en la vereda Las Vueltas y Sirimunda, Cerro Cara De Perro (2.050 m.s.n.m) en la vereda La Dorada, Alto de Paramillo (1.850 m.s.n.m) en la vereda Bellavista y El Cerro Toldafria (1.847 m.s.n.m) en la vereda Toldafria. A El Dovio lo bañan las aguas de los ríos: Dovio, Peñones, Río Claro y el Río Garrapatas con todos sus afluentes.

## División Político-Administrativa
Además de su Cabecera municipal. El Dovio tiene bajo su jurisdicción los siguientes Centros poblados:
- Bitaco
- Cajamarca
- La Pradera
- Lituania
- Matecaña

## Historia
Antes de su fundación, El Dovio estaba habitado por indígenas descendientes de los gorrones. Existen relatos que hablan acerca de los orígenes del nombre del municipio. Uno de ellos narra que el nombre proviene de un árabe que visitó estas tierras en los años de 1933, y que su nombre era Adohbio Muahadá, el cual vino en busca de riquezas indígenas. Otro relato habla acerca de un extranjero llamado Anxen Dionel Dobio que visitó El Dovio en el año de 1885 y se unió a los indígenas de la planicie de Cajamarca y la última historia habla acerca de un líder indígena descendiente de los gorrones que lideró la comunidad con valentía y se enfrentó con las armas de la época a los pioneros españoles y a otras tribus.
Al principio El Dovio era un corregimiento de Roldanillo, una vereda en la cual solo había construidas de 35 a 40 casas muy apartadas una de la otra. La mayoría de ellas estaban edificadas al lado del parque principal, en ese entonces no había servicio de agua potable ni fluido eléctrico, así que en la mayoría de las casas obtenían el agua construyendo aljibes o recogiéndola del río y se iluminaba con velas de esperma, lámparas de gasolina o simplemente botellas con una mecha empapada de combustible.
El epicentro de la comercialización ganadera y pecuaria estaba en Roldanillo ya que El Dovio aún era una vereda, así que los campesinos decidieron vender sus productos en la plaza principal tradición que aún se conserva y se realiza el último lunes de cada mes, el primer mercado público del que se tenga noticia en El Dovio se realizó el sábado 14 de noviembre de 1936, efectuado en un terreno de propiedad privada, lo que actualmente es la plaza principal Nicolás Borrero Olano.

### Fundación
La población fue fundada en 1936 por Benjamín Perea Caicedo y José María Murillo, ascendió a la categoría de municipio en 1956.

## Economía
El Dovio se caracteriza por ser un municipio agrícola ya que su entorno es beneficioso para estas prácticas debido a la riqueza de minerales en la tierra. Además también tienen bastante protagonismo las prácticas ganaderas y porcinas. sobresalen los cultivos de Café, Tomate, Tabaco Rubio, Arracacha, Tomate de Árbol, Yuca, Lulo, Cebolla Junca y Cabezona, Pimentón, Caña de Azúcar, Pepino, Maíz y Plátano. En los últimos años, grandes extensiones de pastos se han utilizado como alimento para el ganado, extensas porquerizas y la explotación casera del engorde de pollos gigantes.
Durante los últimos años se ha destacado económicamente la exploración minera que realizan multinacionales en el corregimiento de Lituania y la vereda Sabana Blanca, donde se han encontrado grandes vetas de oro, cobre, plata y mercurio.

## Educación
La Institución Educativa José María Falla cuenta con 4 sedes educativas en el área urbana donde se enseñan desde los grados preescolar a quinto también se cuenta con formación de telesecundaria y educación nocturna para mayores, tiene más de 12 sedes en la zona rural del municipio
La Institución Educativa "ACERG" ofrece educación en la parte rural del municipio.
El Ceres: Centro Regional de Educación Superior que ofrece carreras técnicas, tecnológicas y profesionales en los siguientes programas: Administración de Empresas, Contaduría Pública, Sistemas, Producción Gráfica, Producción Agropecuaria, Promotoría Ambiental, Procesos Agroindustriales entre otras. Fue galardonado por Ministerio de Educación, como el mejor CERES de Colombia en el año 2011.

## Turismo y deporte
El municipio de El Dovio cuenta con innumerables riquezas ecológicas, fuente de su principal llamativo turístico, entre los cuales se destacan El Cañón del Río Garrapatas, La Serranía de los Paraguas, la cascada El Salto, además de gran cantidad de ríos llenos de diversidad en flora y fauna, lugares aptos para realizar actividades de deportes extremos, ciclomontañismo, camping, exploraciones y caminatas ecológicas.
Otro de los atractivos turísticos del municipio son la Iglesia Nuestra Señora del Carmen y su celebración anual de la Semana Santa, donde se hacen dramatizaciones en vivo y a la cual acuden miles de feligreses amantes del turismo religioso. 
Las Fiestas del Campesino que tradicionalmente se realizan en último fin de semana de agosto, las ferias ganaderas (último lunes de cada mes) y las fincas cafeteras son otros atractivos que hacen de este municipio un destino obligado para conocer la cultura agropecuaria, ganadera y campesina de Colombia.

## Sitios de interés
- Cascada El Salto
- Cañón del Río Garrapatas
- Serranía de los Paraguas
- Parque Recreacional
- Estadio de fútbol Rodrigo Lloreda Caicedo
- Casa de la Cultura Rojas Pinilla
- Coliseo cubierto "Ciudad del Futuro"
- Polideportivo "Carlos Alberto Vélez"
- Hotel Guajira
- Parque Principal